# 艾伦望远镜阵
艾伦望远镜阵（英語：Allen Telescope Array，缩写为）先前以公顷望远镜（英語：One Hectare Telescope，缩写为）而闻名，是由SETI协会及射电天文学实验室在加州大学伯克利分校合力建造的射电干涉仪，致力于进行天文观测和搜寻外星文明。加州大学伯克利分校自2012年4月脱离该项目，设备当前由独立、非营利性的研究机构SRI国际进行管理。
艾伦望远镜阵正在由哈特克里射电天文台负责建造中，距离加利福尼亚圣弗朗西斯科东北部290英里（470）。建成之后，该阵列预计由350架天线组成。第一阶段42架天线（ATA-42）在2007年11月11日建造完成并开始运作。然而到2011年4月，由于资金短缺而被暂时搁置。直到2011年8月获得短期资金支持后，艾伦望远镜阵才于2011年12月5日重新恢复运作。